# Ibemi
Ibemi (ou Ibeme) est un village du Cameroun situé dans le département de la Meme et la Région du Sud-Ouest. Il fait partie de la commune de Konye.

## Population
En 1953 la localité comptait 370 habitants, puis 693 en 1967, principalement des Bakundu du groupe Oroko.
Lors du recensement de 2005, la localité comptait 1 451 personnes.

## Enseignement
La localité dispose d'un CES (Collège d'enseignement secondaire) anglophone.